# لارا-ایزابل رنتینک
لارا-ایزابل رنتینک (آلمانی: Lara-Isabelle Rentinck؛ زادهٔ ۱۸ اوت ۱۹۸۶) مدل و بازیگر سینما اهل آلمان است.